# Emanuel Zamrazil
Emanuel Zamrazil (8. prosince 1865 Vlkonice – † zemřel v Neveklově v 50. letech 20. století), byl český malíř.

## Život
Narodil se v obci Vlkonice, ležící poblíž Banešova do rodiny sedláka Františka Zamrazila a jeho ženy Marie roz. Ruzhé. Zprvu studoval na pražské malířské akademii u prof. Františka Čermáka a Antonína Lhoty. V dalším studiu pokračoval v letech 1885–1889 na malířské akademii v Mnichově a následně se vrátil do Prahy, kde v letech 1890-1891 se opět školil na malířské akademii u profesora Maxmiliána Pirnera. Na přelomu století se odebral do Mnichova, kde navštěvoval spolu s dalšími českými malíři Emilem Pacovským, Antonínem Hudečkem a Ludvíkem Kubou soukromou malířskou školu slovinského malíře Antona Ažbeho.
V roce 1899 pobýval v Itálii, konkrétně v Římě, Miláně, Bologni a Benátkách, kde studoval staré mistry.
Během první světové války byl jakožto příslušník Rakousko-Uherský jeden rok internován na Sardinii a v červnu roku 1916 se vrátil do Florencie. V posledních letech světové války se zabýval stenografickou „Soustavou Scheithauerovou“ a jejím převodem do češtiny. Na sklonku roku 1919 se vrátil do vlasti a působil v Neveklově.
Emanuel Zamrazil patřil k zakladatelům Církve československé husitské v Neveklově. Po oslavách svátku Jana Husa na neveklovském náměstí v roce 1920 inicioval svolání schůze zástupců města, kde bylo rozhodnuto o pozvání řečníka z nově založené Církve československé husitské. Společně s odborným učitelem Janem Šafářem konal přednášky mezi občanstvem v Neveklově i okolí, organizoval pořádání českých bohoslužeb a stál za vznikem přípravného výboru náboženské obce Církve československé husitské v Neveklově, jehož se stal prvním předsedou.
V Ústředním archivu a muzeu Církve československé husitské se nacházejí dva soubory korespondence svědčící o blízkém kontaktu akademického malíře Emanuela Zamrazila se zakladatelskými osobnostmi (Karel Farský, Emil Dlouhý-Pokorný) Církve československé husitské. Dopisy poodhalují malířovu vášeň pro těsnopis, návrhy bohoslužebných rouch, snahy odpoutat církev od vlivu ateistické Volné myšlenky či Zamrazilův důraz na Písmo.
Poslední roky života prožil Emanuel Zamrazil v Neveklově u své neteře Marie Nuskové. 

## Galerie

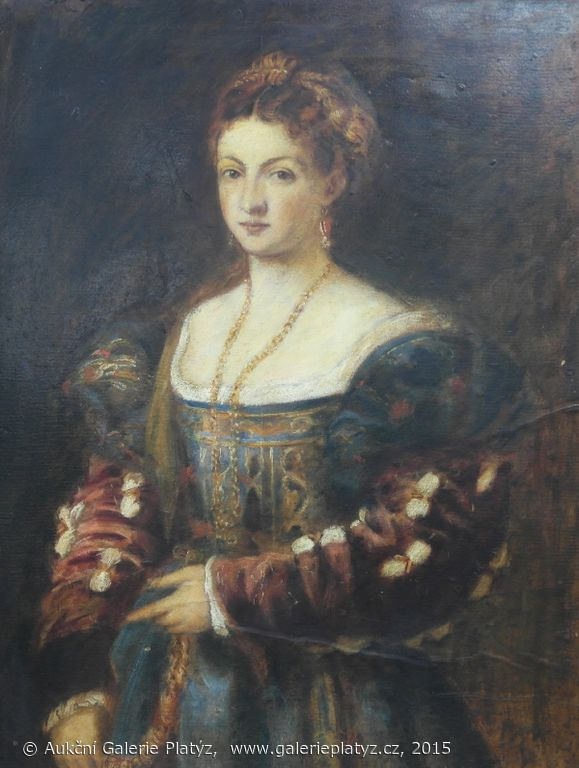
Mladá šlechtična
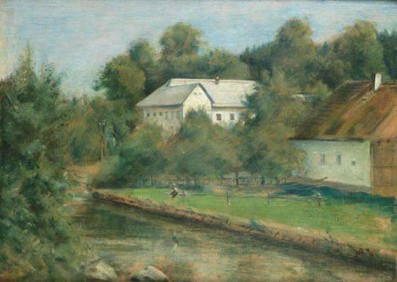
Čápův mlýn v Jindřiši